# Avédis Messoumentz
Avédis K. Messoumentz (arménien : Աւետիս Մեսումենց), né le 6 janvier 1905 à Arapgir et mort le 12 octobre 1981 à Paris, est un compositeur et chef de chœur arménien.

## Biographie
Avédis Messoumentz naît le 6 janvier 1905 à Arapgir, d'un père nommé Kévork. Il survit au génocide arménien et fuit l'Empire ottoman en passant par Urfa, Alep puis Beyrouth.
Il quitte le Liban pour la France en 1925 où il fait de brefs séjours à Marseille puis Bordeaux, avant de s'établir à Lyon. Il sort en 1930 du Conservatoire de Lyon.
En 1946, il s'installe à Paris, où il fonde et dirige l'Ensemble ethnographique Sayat-Nova.
Il vit en banlieue parisienne, à Rosny-sous-Bois, allée Erckmann-Chatrian.
Il est l'auteur de nombreux solos, duos, ensembles, musique de chambre, ballet et opéra (dont Anouch d’après Hovhannès Toumanian). Quatre de ses quatre grandes symphonies « Naïriennes » sont dédiés au passé historique et à la renaissance du peuple arménien. Il est aussi l'auteur de transcriptions de chansons folkloriques du Taron, d’Arabkir, d’Édesse, Çemişgezek et Şebinkarahisar.
Il meurt le 12 octobre 1981 à Paris. Il est enterré au cimetière parisien de Bagneux.

## Œuvre musicale
- Կտորներ ջութակի համար [Morceaux pour violon], 1976
- Համանուագային Երաժշտութիւն [Musique symphonique], 1976
- Նաիրեան հագներգութիւն - Թիւ 4 (partition d'orchestre) [Rhapsodie Naïrienne - Numéro 4 (partition d'orchestre)], 1976
- Նաիրեան հագներգութիւն - Թիւ 4 (partition de piano) [Rhapsodie Naïrienne - Numéro 4 (partition de piano)], 1976
- Յիսուն մեներգներ և Հինգ Զուգերգներ [Cinquante pièces pour piano et Cinq duos avec accompagnement au piano], 1973
- Մեսրոպեան լեզու - Աշխարհական Գանթաթ [La langue mesrobienne - Cantate profane], 1962
- Սաթէ մանեակի հլիւնները - Դիւթական պարանուագ [Les perles du collier d'ambre - Ballet féerique], 1962
- Նաիրեան համանուագ - Չորրորդ - Վերածնունդի [Symphonie naïrienne n° 4, dite Renaissance], 1960
- Երկու աշուն [Deux automnes], 1959
- Նաիրեան համանուագ - Երրորդ - Դիւցազներգու [Symphonie naïrienne n° 3, dite Héroïque], 1958
- Նաիրեան համանուագ - Երկրորդ - Եղերական [Symphonie naïrienne n° 2, dite Tragique], 1957
- Հարսնաճղայ Հաւաքածոյ Հայ Ժող. Երգերու - Չմշածագէն եւ Շրջաններէն, 1955
- Նաիրեան համանուագ - Առաջին - Հեթանոս [Symphonie naïrienne n° 1, dite Païenne], 1953
- Աշակերտուհիիս՝ Օրիորդ Շաքէ Պէնկեանին - Սիրոյ չորս եղանակներ [A mon élève, Mlle Chakè Benguian, Les Quatre saisons de l'amour], 1948
- ՆԱՐՕՏ - Դաշնակի եւ Երգի Մասնագրութիւն, Հաւաքածոյ Հայ ժողովրդական Երգերու եւ Պարերգներու Հին Արաբկիրէն եւ շրջաններէն, 1946
- Ղարաբաղի Մելիքներ կամ Պըլ-Պուղի - Երգախաղ [Les Princes du Karabagh ou Bel-Boughi, Opérette], 1945
- Ոսկի հեքիաթ [Conte d'or], 1938
- Նուռցք - Մշեցիներու հարսանիքը [Mât d'honneur - Les mariés de Mouch], 1937
- Երեք մեներգ [Trois mélodies], 1929

## Publication
- Le Kommando 784/5 : Aux combattants et prisonniers de l'Armée française des deux Guerres Mondiales 1914-1918 et 1939-1945, Rosny-sous-Bois, Impr. Michaud, 1977, 158 p.

## Archives
Une partie de ses archives se trouve à la Bibliothèque nationale de France.